# امریکن رکورد کورپوریشن
امریکن رکورد کورپوریشن (انگلیسی: American Record Corporation) شرکت نشر موسیقی آمریکایی بود، که در سال ۱۹۲۹ تأسیس شد.